# Кармалка (Оренбургская область)
Кармалка — село в Шарлыкском районе Оренбургской области в составе Шарлыкского сельсовета. 

## География
Находится на расстоянии примерно 3 километров на север-северо-запад по прямой от районного центра села  Шарлык.

## История
Село основано в 1830 году переселенцами из Рязанской губернии, название связано с местной речкой.

## Население
Население составляло 471 человека в 2002 году (русские 100%),  402 по переписи 2010 года.